# 菊一もんじ
菊一 もんじ（きくいち もんじ）は、日本の漫画家。男性。主にティーアイネットの成年向け漫画雑誌『バスターコミック』で執筆している。
ペンネームから分かるように、アナルに特化した作品が多い。
主に東方Projectにて全年齢対象の作品を中心に同人活動をしている菊壱モンジとは別人。

## 作品リスト

### 単行本
- 『ANAL BACKER』 2008年8月発売 ティーアイネット（MUJINコミックス） ISBN 978-4-88774-270-3
- 『アナリスト』 2009年7月発売 ティーアイネット（MUJINコミックス） ISBN 978-4-88774-314-4
- 『アナルデストロイ』 2010年10月発売 ティーアイネット（MUJINコミックス） ISBN 978-4-88774-366-3
- 『KO-MON!』 2012年1月発売 ティーアイネット（MUJINコミックス） ISBN 978-4-88774-417-2
- 『W・C』 2013年5月発売 ティーアイネット（MUJINコミックス） ISBN 978-4-88774-470-7
- 『このクソったれの雌豚共よ』 2016年2月25日発売[2] ジーオーティー（GOTコミックス） ISBN 978-4-8608-4996-2
- 『このクソったれの寝取られ妻共よ』 2017年10月25日発売[3] ジーオーティー（GOTコミックス） ISBN 978-4-8148-0052-0
- 『牝妻スカ天国』 2018年1月31日発売[4] 三和出版（サンワコミックス） ISBN 978-4-77699-125-0
- 『派遣便女員～おもらし娘と限界飲尿～』 2019年3月29日発売[5] 三和出版（サンワコミックス） ISBN 978-4-77699-160-1
- 『尻雌奴ライフ』 2019年12月25日発売[6] ジーオーティー（GOTコミックス） ISBN 978-4-8236-0002-9

## 師匠
- ふなつ一輝